# Storm Clouds Cantata
Die Storm Clouds Cantata oder Storm Cloud Cantata ist ein konzertantes Werk des australischen Komponisten Arthur Benjamin.
Geschrieben wurde es für eine Attentatszene in dem Film Der Mann, der zuviel wusste von Alfred Hitchcock, die in der Royal Albert Hall spielt. In der Version des Films von 1934 dirigierte H. Wynn Reeves das London Symphony Orchestra. Für die gleichnamige Neuverfilmung von 1956 schrieb Bernard Herrmann die Filmmusik. Die Neuverfilmung wurde gedreht, weil Hitchcock der Paramount noch einen Film schuldig war und davon ausging, dass sich dieser am besten dazu eignen würde, nochmals verfilmt zu werden, zumal er die Rechte an seinem Titel besaß. Hitchcock gab Herrmann die Chance, ein neues Stück für die Aufführung zu schreiben, doch dieser lehnte mit der Begründung ab, dass es niemand besser machen könnte als Benjamin. So setzten sich Hitchcock und der Präsident des Paramount Music Departements Roy Fjastad mit Benjamin in Verbindung, um die Partitur der Cantata zu erfragen. Herrmann und Hitchcock nahmen nur geringfügige Änderungen vor: das Verlängern einer Chorpassage um einen Takt und die Editierung des Chors in der Einleitung. Ansonsten hielt man sich exakt an Benjamins Partitur. Der Einsatz der Orgel ist in beiden Versionen zu hören. Es wird oft behauptet, dass die Orgel nur in der zweiten Version zum Einsatz kam, doch das ist falsch. Auf Grund der schlechten Tonqualität und des Alters des Materials ist es etwas schwierig, die Orgel herauszuhören, doch bei genauerem Hinhören kann man die Basstöne erkennen (des Weiteren ist der Orgelstand in beiden Filmen durch Sir George Thalben-Ball in der Albert-Hall besetzt). Die Version für die Neuverfilmung wurde deutlich besser gemischt und fast alle Instrumente sind deutlich zu hören.

## Besetzung nach A. Benjamin
- 3 Flöten (dritte auch Piccoloflöte)
- 2 Oboen
- 2 Klarinetten
- 2 Fagotte
- 4 Hörner
- 3 Trompeten
- 2 Tenorposaunen
- 1 Bassposaune
- 1 Tuba
- 3 Pauken
- kleine Trommel, Becken, Tamtam, Triangel
- Harfe
- Orgel
- Streicher
- 1 Mezzosopran
- Chor

## Text
Dominic Bevan Wyndham Percy Lewis
The Man who knew too much
"Solo":
There came a whispered terror on the breeze.
And the dark forest shook
"Chorus":
And on the trembling trees came nameless fear.
And panic overtook each flying creature of the wild.
"Solo":
All save the child - all save the child.
Around whose head screaming the night-birds
wheeled and shoot away.
"Chorus":
Finding release from that which drove them onward like
their prey. Finding release the storm-clouds broke and
drowned the dying moon. The storm-clouds broke - the strom clouds broke.
Finding release.

## Änderungen für das Remake
Yet stood the trees - yet stood the trees
Around whose heads screaming
Die Cantata wurde 1955 in der Royal Albert Hall aufgeführt und gefilmt. Der Chor ist der Covent Garden Opera Chorus mit der Solistin Barbara Howitt. Je nach Aufführung kann das Werk zwischen acht und neun Minuten dauern. Es beginnt im Drei-Viertel-Takt und ist mit Lento in A-Moll notiert. Die erste Hälfte des Stückes bleibt dann auch bis zu Takt 108 in Lento markiert. Dann beginnt das Allegro agitato das von dauernden Paukenschlägen begleitet wird. Bis zum Ritenuto setzt 14 Takte lang die Side Drum ein. Den Schluss bildet ein sehr schneller Teil, in dem der Chor abwechselnd
Finding release; Finding release from that which drove them onward like their prey
singt, und von einem lauten Beckenschlag im letzten Teil, dem Maestoso abgelöst wird, bei dem der Attentäter schießt.

## Hitchcocks Einflüsse
Hitchcock liebte es, den Zuschauer zu verunsichern oder ihn auf falsche Fährten zu locken. So auch unmittelbar vor und während des Konzerts: Vor der Aufführung zeigt man dem Zuschauer eine LP auf der sich die Musik des Konzerts befindet.
So wird dem Zuschauer vermittelt, dass dieses Stück seinen Weg in die Öffentlichkeit geschafft hat und sich bewähren konnte.
Zum anderen zeigt er dem Zuschauer die Noten des Beckens. Dabei handelt es sich um einen in fortissimo eingetragenen Beckenschlag. Allerdings verrät der dem Zuschauer nichts, da er das Stück ja nicht kennt und somit nur weiß, dass es diesen Beckenschlag zum Schluss geben wird. Dabei handelt es sich allerdings nicht um die richtigen Noten, denn das Original zeigt sechs Beckenschläge. Selbst die Partitur, die die Komplizin des Attentäters liest, ist eine andere, da die Cantata nie im Druck erschienen ist. Die einzigen Noten, die der Originalpartitur entsprechen, sind die des Dirigenten. Herrmanns schwungvolles Dirigat wurde aber getrennt von der eigentlichen Aufführung gefilmt, was das Vergleichen der Partituren zeigt. Als Herrmann hastig umblättert, blättert er die letzte Seite um, die Musik befindet sich aber immer noch drei Seiten vor Schluss. Es ging also weniger um musikalische Korrektheit als um den puren Effekt. Aber die Behauptung, dass es sich bei dem gezeigten Notenmaterial nicht um das originale handelt, stimmt nicht ganz: Als der Schatten des Taktstocks auf den sich rasch bewegenden Noten im schnellen Teil gezeigt wird, sind dies tatsächlich die Originalnoten der Harfe für den Schlussteil.
Die Storm Clouds Cantata wurde seit diesen Aufnahmen nur für CD-Aufnahmen eingespielt und ist im Handel erhältlich. Die Version der Neueinspielung wurde mit der Rekonstruktion von Christopher Palmer aufgenommen, welche bei Themes and Variations für Konzerte und Aufnahmen zu entleihen ist. Es spielt das Royal Philharmonic Orchestra unter der Leitung von Elmer Bernstein. Den Mezzosopran singt Claire Henry zusammen mit den Ambrosian Singers.